# NGC 1587
NGC 1587 este o galaxie eliptică situată în constelația Taurul. A fost descoperită în 19 decembrie 1783 de către William Herschel. Se află la o distanță de 49,7 de megaparseci de Pământ.